# Yongin MBC Daejanggeum Park
A Yongin MBC Daejanggeum Park (hangul: 용인 대장금 파크, Jongin Tedzsanggum Phakhu, RR: Yongin Daejanggeum Pakeu), korábbi nevén MBC Dramia (hangul: MBC 드라미아, ’MBC Turamia’) a dél-koreai MBC televízió saját kültéri stúdiója, ahol az úgynevezett szaguk (sageuk)okat, kosztümös televíziós sorozatokat és filmeket forgatják. A stúdió a Kjonggi (Gyeonggi) tartománybeli Jongin (Yongin) városában található, összesen 2 500 000 m²-en, melyből a díszletek 165 000 m²-t tesznek ki. 2005-ben hozták létre, a turisták számára azonban csak 2011-ben nyitották meg. A Dramia név a „dráma” és az „utópia” szavak összevonásával született. Itt forgatták többek között a Moon Embracing the Sun, A Silla királyság ékköve és A királyi ház titkai című sorozatokat.

## Jellemzői
A stúdiókomplexumban állandó díszletek épültek, a koreai három királyság, Korjo (Goryeo) és Csoszon (Joseon) korabeli épületekkel, ezen felül hallju (hallyu)központként is funkcionál, interaktív programokkal.
Itt forgatott sorozatok
- Pamul konnun szonbi (2015)
- A fény hercegnője (2015)
- Shine or Go Crazy (2015)
- The Night Watchman’s Journal (2014)
- Triangle (2014)
- Empress Ki (2014)
- The King’s Daughter, Soo Baek-hyang (2014)
- Goddess of Fire (2013)
- Kugai szo (2013)
- Hur Jun, The Original Story (2013)
- The King’s Doctor (2012)
- Arang and the Magistrate (2012)
- Dr. Jin (2012)
- Musin (Mooshin) (무신) (2012)
- Moon Embracing the Sun (2012)
- Kjebek (계백, Gyebaek) (2011)
- The Duo (2011)
- A királyi ház titkai (2010)
- A Silla királyság ékköve (2009)
- A korona hercege (2007)
- Csumong (Jumong) (2006)
- Sin Don (2005)